# Vint-i-quatre generals de Takeda Shingen
Els Vint-i-quatre Generals de Takeda Shingen (武田 二十 四 将, takeda nijuushi shou) va ser un dels grups de comandants famosos al Japó durant el període Sengoku. Aquests vint-i-quatre generals eren els de major confiança en l'armada de Takeda Shingen. Gairebé la tercera part d'ells van morir en la batalla de Nagashino a 1575 quan es van enfrontar a les forces d'Oda Nobunaga.

## Els vint-i-quatre generals
- Akiyama Nobutomo - Involucrat en la invasió de la província de Shinano.
- Amari Torayasu - Mort durant la batalla d'Uedahara de 1548.
- Anayama Nobukimi - Després de la batalla de Mikatagahara i la batalla de Nagashino, es va aliar amb Tokugawa Ieyasu i va ajudar a derrotar Takeda Katsuyori.
- Baba Nobuharu - Va lluitar en la batalla de Mikatagahara i en la batalla de Nagashino on va morir.
- Hara Masatane - Mort durant la batalla de Nagashino de 1575.
- Hara Toratane
- Ichijō Nobutatsu - Germà menor de Shingen, va lluitar en la batalla de Nagashino.
- Itagaki Nobukata - Mort durant la batalla d'Uedahara de 1548.
- Kosaka Danja Masanobu - Va tenir una participació important durant la quarta batalla de Kawanakajima, però no va estar present a la batalla de Nagashino.
- Naitō Masatoyo
- Obata Toramori - Mort el 1561, es documenta que va rebre 40 ferides en 30 batalles.
- Obata Masamori - Va portar el comandament del contingent principal de cavalleria durant la batalla de Nagashino.
- Obu Toramasa
- Ohama Kagetaka - Mort el 1597.
- Oyama Nobushige - Va lluitar en les batalles de Kawanakajima, Mikatagahara, i Nagashino.
- Saigusa Moritomo - Mort durant la batalla de Nagashino de 1575.
- Sanada Yukitaka - Dàimio de la província de Shinano que es va sotmetre a Shingen.
- Sanada Nobutsuna - Mort durant la batalla de Nagashino de 1575.
- Tada Mitsuyori
- Takeda Nobushige - Germà menor de Shingen, mort a la quarta batalla de Kawanakajima de 1561.
- Takeda Nobuko - Germà de Shingen, mort el 1582.
- Tsuchiya Masatsugu - Va lluitar en la batalla de Mikatagahara, va morir durant la batalla de Nagashino a 1575.
- Yamagata Masakage - Va lluitar en la batalla de Mikatagahara i al setge de Yoshida, va morir en la batalla de Nagashino a 1575.
- Yamamoto Kansuke - Estrateg durant les quatre batalles de Kawanakajima, on va morir.
- Yokota Takatoshi - Mort durant el setge de Toishi el 1550.